# Callistemonus intrusus
Callistemonus intrusus är en skalbaggsart som beskrevs av Louis Albert Péringuey 1901. Callistemonus intrusus ingår i släktet Callistemonus och familjen Dynastidae. Inga underarter finns listade.